# Ведяжа
Ведяжа — река в России, протекает в Республике Мордовия и Нижегородской области. Правый приток Мокши.

## География
Река Ведяжа берёт начало в лесах Вознесенского района Нижегородской области. Течёт в южном направлении. Впадает в Мокшу в Республике Мордовия у села Теньгушево. Устье реки находится в 160 км по правому берегу реки Мокша. Длина реки составляет 20 км, площадь водосборного бассейна — 146 км².

## Данные водного реестра
По данным государственного водного реестра России относится к Окскому бассейновому округу, водохозяйственный участок реки — Мокша от водомерного поста города Темников и до устья, без реки Цна, речной подбассейн реки — Мокша. Речной бассейн реки — Ока.
Код объекта в государственном водном реестре — 09010200412110000028128.